# Craignethan Castle
Craignethan Castle is een zestiende-eeuws kasteel in de Schotse regio South Lanarkshire, zeven kilometer ten westnoordwesten van Lanark gelegen en dertien kilometer ten zuidoosten van Hamilton. Het kasteel is een van de twee kastelen in Schotland waar een caponnière bewaard is gebleven.

## Geschiedenis

### Hamilton of Finnart
Craignethan Castle werd in 1532 gebouwd door Sir James Hamilton of Finnart, een onwettige zoon van James Hamilton, eerste graaf van Arran. In 1529 was zijn vader overleden en was hij aangesteld tot testament-executeur en voogd over de minderjarige erfgenaam. Sir James bouwde een voor die tijd modern kasteel dat artillerieaanvallen zou moeten kunnen weerstaan. Sir James was de hofarchitect van James V van Schotland, de master of works, en bijvoorbeeld verantwoordelijk voor de verdedigingswerken van Blackness Castle en de renaissance façades van Linlithgow Palace.
In 1540 werd hij ervan beschuldigd dat hij twaalf jaar ervoor zou hebben deelgenomen aan een samenzwering tegen de koning. Sir James werd schuldig bevonden aan hoogverraad en geëxecuteerd. Craignethan Castle viel toe aan de kroon.

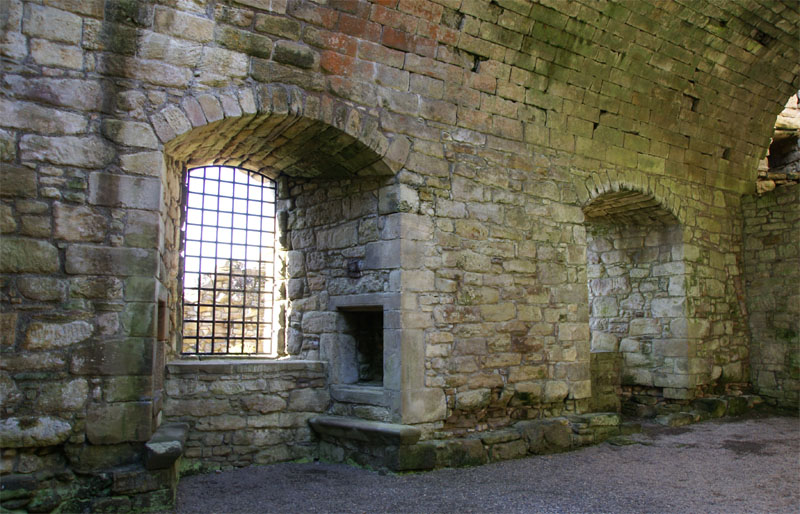
Craignethan Castle: great hall

### Hamilton of Arran

#### Hertog van Châtelhérault
In december 1742 overleed Jacobus V en werd James Hamilton, tweede graaf van Arran op twintigjarige leeftijd regent van Schotland. Hij was na Maria I van Schotland de troonopvolger voor de Schotse troon. Hij verkreeg Craignethan Castle. Hij voegde aan de westzijde een grote binnenplaats toe, de zogenaamde outer court.
In 1549 werd hij benoemd tot hertog van Châtelhérault in Frankrijk. Zijn halfbroer John Hamilton, ook een onwettige zoon, werd in 1546 aartsbisschop van St Andrews, nadat kardinaal Beaton was vermoord.
Gedurende twaalf jaren bleef hij regent van Schotland, totdat hij werd vervangen door Maria van Guise, de weduwe van Jacobus V van Schotland. In 1560 overleed zij en keerde Maria I van Schotland terug uit Frankrijk om de Schotse troon te bestijgen.
In 1566 werd de hertog verbannen naar Frankrijk, omdat hij tegen huwelijk was tussen Maria I en Henry Stuart Darnley. Darnley was de zoon van de graaf van Lennox en de hertog zag niet graag zoveel macht naar een rivaliserende familie gaan. Zowel Craignethan Castle als Hamilton Castle, zijn andere kasteel, werden door troepen van Maria I bezet.

#### Steun voor Queen Mary
In 1567 was hij alweer terug Schotland en niet blij dat de graaf van Moray regent werd namens de één jaar oude koning Jacobus VI van Schotland. Wellicht dat het feit dat een rivaliserend huis erin geslaagd was zoveel macht te krijgen, besloten de Hamiltons Maria I van Schotland te steunen. Zij waren betrokken bij de ontsnapping van Maria I uit Lochleven Castle en verwelkomden haar op zowel Hamilton Castle als Craignethan Castle en probeerden haar naar de veiligheid van Dumbarton Castle te brengen. Het kleine leger van Maria I, met daarbij Claud Hamilton, de jongste zoon van de hertog, vond echter het leger van de regent Moray op zijn pad en werd verslagen bij Langside op 13 mei 1568. Maria I vluchtte naar Engeland. Hamilton Castle werd overgegeven aan Moray. Moray ging vervolgens persoonlijk naar Craignethan Castle, dat zich aan hem overgaf.

#### Turbulente jaren
De aanhangers van Maria I waren echter nog niet geheel verslagen. Claud Hamilton veroverde beide kastelen terug; het garnizoen van Craignethan Castle gaf zich over toen zij werden bedreigd met zware artillerie. In januari 1570 slaagde de Hamiltons erin de regent dood te schieten in Linlithgow, maar hun tegenstanders bleven aan de macht en vroegen en kregen Engelse hulp onder leiding van Sir William Drury, gouverneur van Berwick. Lord Claud bracht haastig artillerie naar Craignethan Castle, zich voorbereidend op een belegering. De originele artillerie was eerder afgevoerd door de regent. Drury was niet onder de indruk van Craignethan Castle; in een rapport beschreef hij het als een sterke woning, maar gelegen in een gat. Hij ondernam geen actie tegen het kasteel, maar nam wel Hamilton Castle in en verbrandde het samen met het stadje Hamilton.
De graaf van Lennox volgde de vermoorde Moray op als regent. Op 23 juli 1570 verzamelden de Hamiltons zich op Craignethan Castle en vertrokken daaruit met tachtig ruiters en vijftig musketiers naar de weg tussen Edinburgh en Stirling om de nieuwe regent te overvallen. De graaf van Lennox wist te ontkomen doordat zijn reisplannen waren veranderd. De Hamiltons vielen voortdurend hun tegenstanders aan en hielden Lord Sempill gevangen op Craignethan Castle.
De zaak waarvoor de Hamiltons streden verloor echter terrein. In april 1571 wisten troepen van de regent Dumbarton Castle bij verrassing in te nemen. Zij namen aartsbisschop Hamilton gevangen en hingen hem in Stirling op. Daar kwam het vervolgens weer tot een aanval op de regent waarbij deze sneuvelde. John Erskine, graaf van Mar, werd de volgende regent tot zijn natuurlijke dood in 1572. Graaf Morton, die zich zes jaar daarvoor had onderscheiden door zijn deelname aan de samenzwering om David Rizzio in Holyrood Palace te vermoorden, volgde hem op.
In februari 1573 sloten de partijen een vredesverdrag, mede ondertekend door de Hamiltons. Drie maanden later werd Edinburgh Castle ingenomen door Engelse troepen voor de regent. Vroeg in 1575 overleed de hertog van Châtelhérault en zijn waanzinnige, oudste zoon volgde hem op als derde graaf van Arran. Hij woonde op Craignethan Castle samen met de weduwe van de hertog. Zijn broer Lord John Hamilton en Lord Claud namen voor hem de zaken waar. Hun grip op de eigendommen en landerijen bleef onaangetast tot 1579. In mei van dat jaar werden de Hamiltons gedaagd voor hun criminele daden uit het verleden, met name hun betrokkenheid bij het vermoorden van twee regenten. Een leger werd bijeengebracht om hun kastelen in te nemen. Hamilton Castle wist de troepen voor vier dagen af te houden voordat het zich onvoorwaardelijk overgaf. Craignethan Castle werd vervolgens verlaten zonder enig gevecht. Lord John en Lord Claud vluchtten. De verdedigingswerken van de ingenomen kastelen werden vervolgens geslecht. Voor Craignethan betekende dit de vernietiging van de noordwestelijke toren en van de massieve westmuur.

### Hay
Craignethan Castle kwam uiteindelijk weer in handen van de Hamiltons totdat hertogin Anne het in 1659 verkocht aan Andrew Hay die een nieuwe woontoren bouwde in de zuidwestelijke hoek van de outer court; hiervoor werden stenen genomen van de zestiende-eeuwse verdedigingswerken.

### Douglas & Home
In 1730 kocht Archibald Douglas, hertog van Douglas, het kasteel. Via zijn erfgenamen kwam het kasteel in handen van de graven van Home. In de negentiende eeuw stabiliseerde de twaalfde graaf de ruïnes. De veertiende graaf gaf Craignethan Castle in 1949 in staatsbeheer.

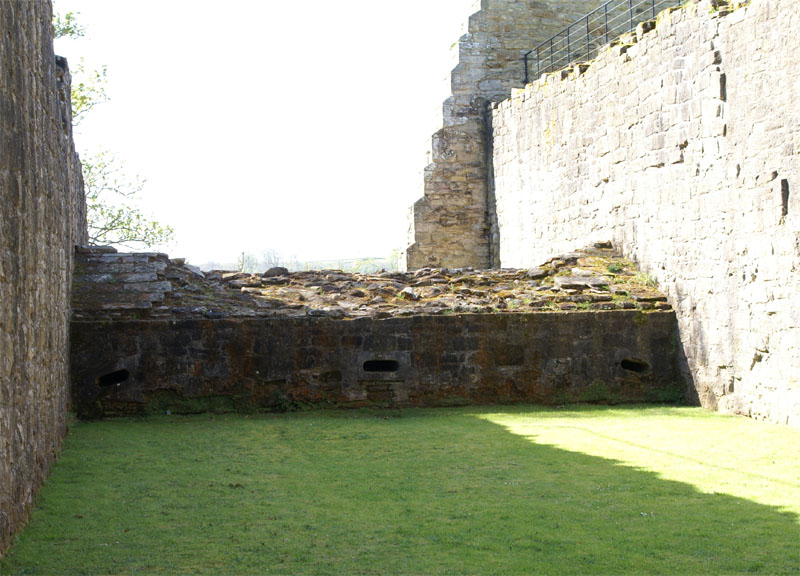
Craignethan Castle: caponnière vanuit het noorden

## Bouw

### Ligging
Craignethan Castle is gebouwd op een stuk grond uitkijkend over de rivier de Nethan. Het kasteel wordt aan de zuid-, noord- en oostzijde beschermd door steile hellingen. Aan de westkant echter bevindt zich een hoger gelegen stuk land waardoor het kasteel veel kwestbaarder is dan dat het op het eerste gezicht lijkt. De verdedigingswerken zijn daarom gericht naar het westen. Het kasteel bestaat uit een lage woontoren binnen een rechthoekige binnenplaats, de inner court. Aan de westzijde bevindt zich een diepe greppel waar oorspronkelijk een hoge, massieve muur voor heeft gestaan. Aan de zuidzijde van de greppel bevindt zich een caponnière. Na de greppel volgt de grote binnenplaats, de outer court.

### Woontoren
De woontoren van twee verdiepingen met zolder, gelegen in de inner court, diende primair als woonhuis en niet als verdedigingswerk. De toren is iets meer dan tien meter hoog en meet 21 bij 16 meter. De hoofdingang aan de westzijde leidt naar een trappenhuisportaal gevolgd door de great hall, waar aan de westkant zich een minstrelengalerij bevond. Een niveau lager bevonden zich de kelders/opslagruimtes, de gevangenis en een put. Een niveau hoger bevond zich de keuken. Aan de noordoostzijde van de great hall bevonden zich de kamers van Sir James Hamilton.

### Inner court
De verdedigingsmuren aan de noord-, oost- en zuidzijde van de inner court, beschermd door ravijnen, zijn middelmatig dik en werden geflankeerd door twee rechthoekige torens.
De zuidoostelijke toren is het best bewaard gebleven. De toren werd de keukentoren genoemd en bestaat uit een enkele, hoge kamer. Deze kamer is echter hoogstwaarschijnlijk de kapel geweest. De noordoostelijke toren is een ruïne.
Aan de noordzijde van de inner court bevond zich een poort, die later door een poorttoren (the gate tower) werd vervangen.
De westzijde bestond uit een zware, massieve muur die artillerieinslagen moest kunnen weerstaan. Deze muur was hoger dan de woontoren. De muur werd vrijwel compleet geslecht na 1579. Deze muur was bezet met zware artillerie. Om deze muur niet onnodig te verzwakken, bevatte deze geen ingang. De originele entree liep via een ophaalbare brug aan de noordelijke kant van de westmuur. De moderne weg naar de inner court is misleidend, aangezien deze over de greppel door de geslechte westmuur loopt.

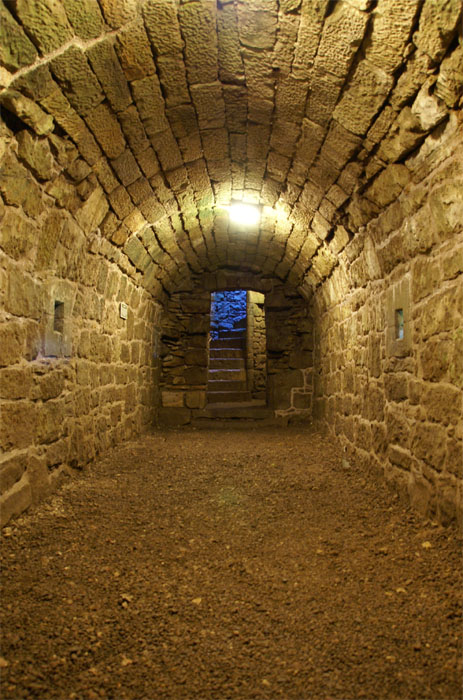
Craignethan Castle: in de caponnière (vanuit het westen)

### Caponnière
Ten westen van de westmuur loopt een diepe greppel. Aan de zuidelijke zijde van de greppel bevindt zich een caponnière, die haaks op de wand van de greppel gelegen was. Het was een galerij met stenen dak met schietgaten gericht naar het noorden en zuiden, waar de greppel lag. Het idee van de caponnière kwam eind vijftiende eeuw uit Italië. Men kon in de caponnière komen via een wenteltrap in de zuidwestelijke toren. Dit model caponnière bleek uiteindelijk geen succes doordat de soldaten last kregen in de vrijwel ongeventileerde ruimte van de kruitdampen van hun eigen wapens.
Aan de andere (noordelijke) zijde van de greppel bevond zich de traverse wall met een tweetal schietgaten, toegevoegd tussen 1542 en 1579. Het aan de achterkant open gebouw had oorspronkelijk een houten dak.

### Outer court
Na 1540 werd de outer court toegevoegd aan de verdedigingswerken. Het is mogelijk dat Sir James dit al in gedachten had. Deze werken bestaan uit een U-vormige muur, met de openzijde naar het oosten (waar de greppel gelegen was). Hoewel de muren om de outer court voorzien waren van schietgaten, waren ze niet bedoeld om een serieuze belegering te weerstaan. De toren aan de noordwestelijke zijde werd later omgebouwd tot duiventil.
Aan de zuidwestzijde bouwde Andrew Hay rond 1665 een huis van twee verdiepingen. In het midden van de westmuur bevindt zich de hoofdpoort.

## Beheer
Craignethan Castle wordt sinds 1949 beheerd door Historic Environment Scotland.